# Psychotria verticissaxi
Psychotria verticissaxi är en måreväxtart som beskrevs av Theodoric Valeton. Psychotria verticissaxi ingår i släktet Psychotria och familjen måreväxter. Inga underarter finns listade i Catalogue of Life.